# Sam Balter
Samuel J. Balter jr., detto Sam (Detroit, 15 ottobre 1909 – Los Angeles, 8 agosto 1998), è stato un cestista e allenatore di pallacanestro statunitense.

## Carriera
Ha vinto la medaglia d'oro con la nazionale di pallacanestro degli Stati Uniti alle Olimpiadi di Berlino 1936, giocando due partite.
Divenne in seguito famoso principalmente come radiocronista e telecronista.

## Palmarès
- Torneo Olimpico: 1
Stati Uniti: 1936